# Tonicella insignis
Tonicella insignis är en blötdjursart som först beskrevs av Reeve 1847.  Tonicella insignis ingår i släktet Tonicella och familjen Ischnochitonidae. Inga underarter finns listade i Catalogue of Life.